# Refontoura
Refontoura é uma povoação portuguesa sede da Freguesia de Refontoura do Município de Felgueiras, com 3,44 km² de área e 1897 habitantes (censo de 2021), tendo, por isso, uma densidade populacional de 551,5 hab./km².

## Demografia
A população registada nos censos foi:
| Distribuição da População por Grupos Etários | Distribuição da População por Grupos Etários | Distribuição da População por Grupos Etários | Distribuição da População por Grupos Etários | Distribuição da População por Grupos Etários |
| -------------------------------------------- | -------------------------------------------- | -------------------------------------------- | -------------------------------------------- | -------------------------------------------- |
| Ano                                          | 0-14 Anos                                    | 15-24 Anos                                   | 25-64 Anos                                   | > 65 Anos                                    |
| 2001                                         | 469                                          | 336                                          | 1014                                         | 155                                          |
| 2011                                         | 371                                          | 311                                          | 1160                                         | 239                                          |
| 2021                                         | 219                                          | 245                                          | 1103                                         | 330                                          |

## Locais de Interesse
- Igreja Matriz
- Capela S. Roque

## Tradições
Os partos típicos da gastronomia de Refontoura são:
- Cozido à Portuguesa
- Cabrito assado e arroz de forno

Das festas e romarias destacam-se:
- Festa de S. Roque - 15 de agosto